# Партія за демократію і соціалізм Нігеру
Партія за демократію і соціалізм Нігеру (фр. Parti Nigérien pour la Démocratie et le Socialisme-Tarayya) — політична партія Нігеру, що дотримується ідеології соціал-демократії.

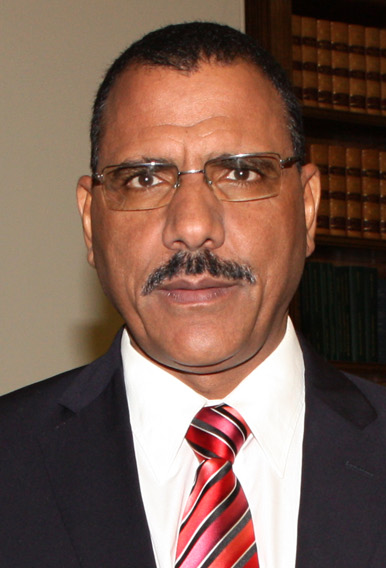
Мохамед Базум, лідер партії та президент Нігеру (з 2021 року)

Заснована у 1990 році. З 1996 року входить до Соціалістичного інтернаціоналу. У період правління президента Мамаду Танджа, була в опозиції. На президентських виборах 2011 року переміг лідер партії Махамаду Іссуфу. На парламентських виборах 2016 року партія отримала 75 місць з 171 у Національній асамблеї Нігеру.